# Amphiarius phrygiatus
Amphiarius phrygiatus és una espècie de peix de la família dels àrids i de l'ordre dels siluriformes.

## Morfologia
- Els mascles poden assolir 30 cm de longitud total.[2][3]

## Reproducció
Les femelles fan la posta mitjançant una massa gelatinosa en una depressió sorrenca i els mascles coven els ous en llurs boques fins al moment de la desclosa.

## Depredadors
A la Guaiana Francesa és depredat per Hexanematichthys proops.

## Hàbitat
És un peix demersal i de clima tropical.

## Distribució geogràfica
Es troba a Sud-amèrica: conques fluvials atlàntiques i estuaris entre Guaiana i la desembocadura del riu Amazones.

## Ús comercial
Es comercialitza fresc.